# نعیم اختر (بازیکن هاکی روی چمن)
نعیم اختر (انگلیسی: Naeem Akhtar؛ زادهٔ ۸ ژوئن ۱۹۶۱) بازیکن هاکی روی چمن اهل پاکستان است.